# Die Hölle muss warten
Die Hölle muss warten è il quinto album in studio del gruppo musicale Neue Deutsche Härte tedesco Eisbrecher, pubblicato nel 2012.

## Tracce
1. Tanz mit mir – 3:17
2. Augen unter Null – 4:01
3. Die Hölle muss warten – 4:02
4. Verrückt – 3:21
5. Herz aus Eis – 3:55
6. Prototyp – 3:22
7. Ein Leben lang unsterblich – 3:42
8. Abgrund – 4:19
9. In meinem Raum – 3:12
10. Keine Liebe – 3:58
11. Exzess Express – 3:25
12. Rette mich – 3:56
13. Atem – 4:20
14. Treiben – 4:22
15. Böser Traum – 4:07

## Classifiche
| Classifica (2012) | Posizione massima |
| ----------------- | ----------------- |
| Austria           | 21                |
| Germania          | 3                 |
| Svizzera          | 16                |